# Argobba

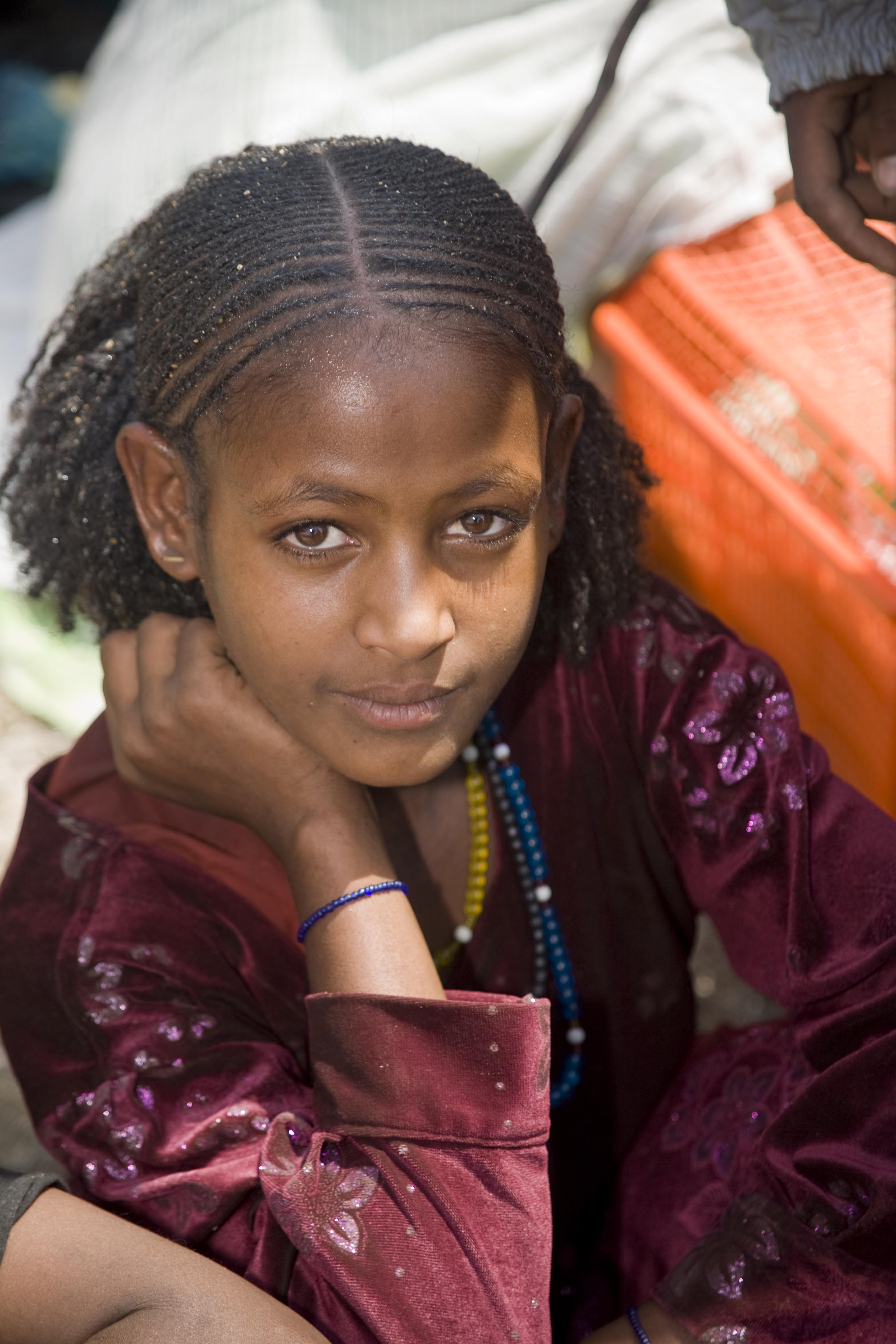
Giovane ragazza argobba a Batiè (Etiopia)

Gli Argobba sono una popolazione dell'Africa orientale che vivono nel Corno d'Africa, principalmente in Etiopia.

## Etnomie
A seconda delle fonti e dei contesti, l'etnia viene denominata in diversi modi: Argobbas, Argobbinya o Argoba.

## Popolazione
In Etiopia, secondo il censimento del 2007, su una popolazione totale di 73.750.932 persone, 140.820 si sono dichiarate «Argobba».

## Lingue
Gli Argobba parlano la lingua argobba, una delle lingue semitiche dell'Etiopia, però vengono pure utilizzate normalmente l'amarico e l'oromo.